# Episodi di Hunter (quinta stagione)
La quinta stagione della serie televisiva Hunter, composta da 22 episodi, è stata trasmessa negli Stati Uniti dal 29 ottobre 1988 al 21 maggio 1989 sul canale NBC. In Italia è stata trasmessa su Rai 2 nel 1990.
| nº | Titolo originale                | Titolo italiano                                    | Prima TV USA     | Prima TV Italia |
| -- | ------------------------------- | -------------------------------------------------- | ---------------- | --------------- |
| 1  | Heir of Neglect                 | Un ragazzo pericoloso                              | 29 ottobre 1988  | 1990            |
| 2  | The Baby Game                   | Il poliziotto e la bambina                         | 5 novembre 1988  | 1990            |
| 3  | Dead on Target: Part 1 & 2      | Una sporca faccenda (prima e seconda parte)        | 12 novembre 1988 | 1990            |
| 4  | Dead on Target: Part 1 & 2      | Una sporca faccenda (prima e seconda parte)        | 19 novembre 1988 | 1990            |
| 5  | Presumed Guilty                 | Presunto colpevole                                 | 26 novembre 1988 | 1990            |
| 6  | No Good Deed Goes Unpunished    | Un testimone scomodo                               | 3 dicembre 1988  | 1990            |
| 7  | Honorable Profession            | Un mestiere difficile                              | 10 dicembre 1988 | 1990            |
| 8  | Payback                         | Un pezzo da novanta                                | 17 dicembre 1988 | 1990            |
| 9  | Partners                        | I clandestini costano meno                         | 7 gennaio 1989   | 1990            |
| 10 | The Pit                         | 500 chili d’oro                                    | 14 gennaio 1989  | 1990            |
| 11 | City Under Siege: Part 1, 2 & 3 | Città sotto assedio (prima, seconda e terza parte) | 4 febbraio 1989  | 1990            |
| 12 | City Under Siege: Part 1, 2 & 3 | Città sotto assedio (prima, seconda e terza parte) | 11 febbraio 1989 | 1990            |
| 13 | City Under Siege: Part 1, 2 & 3 | Città sotto assedio (prima, seconda e terza parte) | 18 febbraio 1989 | 1990            |
| 14 | Me, Myself & Die                | Lucida follia                                      | 25 febbraio 1989 | 1990            |
| 15 | Informant                       | L’informatrice                                     | 18 marzo 1989    | 1990            |
| 16 | Blood Line                      | Il purosangue                                      | 1º aprile 1989   | 1990            |
| 17 | Shoot to Kill                   | Sotto inchiesta                                    | 8 aprile 1989    | 1990            |
| 18 | Code 3                          | Reazione allergica                                 | 15 aprile 1989   | 1990            |
| 19 | Ring of Honor                   | Sono il più forte                                  | 29 aprile 1989   | 1990            |
| 20 | Teen Dreams                     | Sogni di adolescente                               | 6 maggio 1989    | 1990            |
| 21 | Last Run                        | Una storia tragica                                 | 13 maggio 1989   | 1990            |
| 22 | Return of White Cloud           | Il ritorno di Nuvola Bianca                        | 21 maggio 1989   | 1990            |